# Beso de la muerte
El beso de la muerte (Italiano: Il bacio della morte) es la señal que da un jefe mafioso o caporegime que significa que un miembro de la familia criminal ha sido marcado para la muerte. Eso se da normalmente como resultado de alguna traición percibida. No está claro cuánto se basa en hechos reales y cuánto en la imaginación de los autores, pero sigue siendo un meme cultural y aparece en la literatura y el cine. Ilustrativa es la escena de la película Los secretos de la Cosa Nostra cuando Vito Genovese (Lino Ventura) da el beso de la muerte a Joe Valachi (Charles Bronson) para informarle de que su traición a "la familia" es conocida, y que será ejecutado.
El "beso" también se ha utilizado como táctica de terror para ayudar en la extorsión o el cobro de deudas reduciendo a las víctimas a un estado de pánico en el que se comprometerán a cualquier cosa para salvar sus vidas.

## Origen
Se desconoce el origen exacto, pero una fuente italiana identifica el bacio della morte como el beso que se da al asesino delegado para "ejecutar" una sentencia de muerte, como para sellar la solemne sentencia y desear éxito en el encargo. Algunos creen que se refiere al beso de Judas que se dio a Jesús para traicionarlo ante los soldados que lo buscaban. Su uso se remonta al menos a principios del siglo XIX en Sicilia.

## En la vida real
Mientras estaba en prisión, Vito Genovese le dio a Joe Valachi un beso en la mejilla, que, según declaró Valachi más tarde, creía que era el "beso de la muerte".

## En la literatura
- Los papeles de Valachi de Peter Maas

## En cine
- 1947 'El beso de la muerte dirigida por Henry Hathaway, historia original de Eleazar Lipsky.
- 1972 Los secretos de la Cosa Nostra] también conocida como Cosa Nostra dirigida por Terence Young.
- 1974 El Padrino Parte II producida, dirigida y coescrita (con Mario Puzo) por Francis Ford Coppola, Michael Corleone da a su hermano Fredo Corleone el beso de la muerte tras descubrir la traición de Fredo.
- 1986 El profesor dirigido por Giuseppe Tornatore, Raffaele Cutolo le planta uno a Alfredo Canale por su aparente traición al decirle a la policía dónde podían arrestarle.
- 1995 El beso de la muerte dirigida por Barbet Schroeder, guion de Ben Hecht, Charles Lederer y Richard Price.

## En televisión
- En "The Scarface Mob", el episodio piloto de Los Intocables, Al Capone y sus principales lugartenientes dan el "beso de la muerte" a Jimmy Napoli, el hombre elegido para asesinar al agente federal Eliot Ness.
- En "Bart, el asesino", un episodio de Los Simpson, el Gran Queso le da a Tony El Gordo el "beso de la muerte" después de que le sirvan Manhattans mal hechos.[9] Tony responde diciendo: "¡El beso de la muerte, es todo lo que necesito!".
- En un episodio posterior de Los Simpson, "Mayored to the Mob", el Gordo Tony le pide a Homer Simpson que le haga un regalo al alcalde Quimby, ya que Homer se ha convertido recientemente en el guardaespaldas del alcalde. El regalo es un beso; Homer cree que es un gesto de buena voluntad, pero el alcalde Quimby, al recibirlo, lo reconoce como el infame beso de la muerte de la Mafia[10]
- En el episodio de Futurama "El infierno son otros robots", Philip J. Fry recibe el beso de la muerte de Big Vinny mientras entrega un paquete de órdenes de comparecencia en el Planeta de la Mafia. Fry expresa su ingenua creencia de que Big Vinny era en realidad homosexual.
- En el episodio de Sons of Anarchy "A Mother's Work", Jax Teller abraza a Juice (antes de que se entregue a la policía) y le besa en la mejilla y le susurra "me has traicionado".
- En el episodio de Succession "Esto no es para llorar", Kendall le da un beso a Logan cuando se va antes de traicionarlo después.